# محمود شهریاری
محمود شهریاری (زادهٔ ۲ دی ۱۳۳۷ در بیجار) مجری تلویزیونی اهل ایران است. او سابقهٔ مجری‌گری در برنامه‌های مختلف تلویزیونی از جمله در شبکه تهران صدا و سیما را به‌همراه کاظم احمدزاده دارد. وی همچنین برنامهٔ زنده‌رود شبکه اصفهان را نیز اجرا کرده‌است. از دیگر کارهای او به بازیگری در سریال مرد دوهزارچهره به‌عنوان افتخاری و کار در رادیو می‌توان اشاره کرد. او در برنامهٔ تلویزیونی «فتیله جمعه تعطیله» شبکه دو به‌عنوان مجری مشغول فعالیت بوده‌است. وی همواره به دلایل مختلفی در طول کار رسانه‌ای ممنوع التصویر بوده و این موضوع تا ۱۶ اردیبهشت ۱۴۰۴ ادامه داشت تا اینکه با حضور در رئالیتی شو جوکر پایان ممنوع التصویری خود را اعلام کرد.

## حواشی
انتشار فیلم خصوصی
محمود شهریاری شاید به نوعی رکورددار ممنوع‌التصویری در رادیو و تلویزیون ایران است. همچنین می‌توان گفت وی جزو اولین قربانی‌های انتشار تصاویر و فیلم‌های خصوصی در ایران است. فیلم حضور وی در عروسی برادرش و رقصیدن او که مربوط به اوایل دهه ۱۳۷۰ در ایران بود پخش شد و در بین مردم دست به دست می‌چرخید و حتی خرید و فروش هم می‌شد که این موضوع سبب مدت‌ها ممنوع‌التصویری وی گردید.
انتقاد از حاکمیت
محمود شهریاری بارها در بیانیه‌های مختلفی در صفحه شخصی خود در اینستاگرام از حاکمیت ایران و نظام جمهوری اسلامی ایران صراحتاً انتقاد کرد و سیاست‌های صدا و سیمای جمهوری اسلامی ایران را زیر سؤال برد. او در اسفند ۱۳۹۷ و در گفتگو با محمد رضا حسینیان اظهار داشت که در برنامه ماه عسل احسان علیخانی از احساسات مخاطبان خود سوءاستفاده می‌کرد. او نیز اظهار داشت که علی فروغی مدیریت شبکه سه سیما بر اساس روابط و آشنایی نزدیک با غلامعلی حداد عادل به پست و منصب رسیده. او همچنین بارها در فضای مجازی بیان کرد که تلویزیون ایران در حال فاصله گرفتن از مردم است و تبدیل به یک رسانه یک طرفه شده و فضای مجازی برای هر کس حکم یک تلویزیون را پیدا کرده و صدا و سیما مانند گذشته دیگر مخاطبی ندارد و مخاطبانش را از دست داده‌است. همچنین او در آذر ۱۳۹۸ و پس از اعتراضات آبان ۱۳۹۸ اعلام کرد که طبق نظر کارشناسان اقتصادی سال ۱۳۹۹ از نظر سیاسی و اقتصادی و تأمین معیشت سال جهنمی برای مردم خواهد شد همان‌طور که دربارهٔ وضعیت اقتصادی و سیاسی که برای نیمه دوم ۱۳۹۸ پیش‌بینی شده بود چون دولت ایران پس از خروج آمریکا از برجام تحریم شده و نمی‌تواند نفت بفروشد و تنها منبع درآمد دولت فروش نفت است و سه راه دیگر برای کسب درآمد دولت وجود دارد، یا اینکه از اشخاصی که مالیات نداده‌اند مالیات بگیرد یا بودجه اشخاص دولتی را کم کند یا اینکه از جیب مردم برداشت کند که دولت برداشت از جیب مردم را انتخاب کرده که نمونه بارز آن را می‌توان در گران شدن بنزین مشاهده کرد. او در اسفند ۱۳۹۸ به دلیل عدم اطلاع از شیوع ویروس کرونا در ایران از وزارت بهداشت انتقاد کرد و از ابراهیم رئیسی رئیس وقت قوه قضائیه خواست تا افرادی که به هر دلیلی از اطلاع‌رسانی خود داری کرده و باعث به خطر افتادن سلامت جامعه شده آمد را پای میز محاکمه بکشاند و خواستار محاکمه آنها شد اما هیچ‌کس توجهی به حرفهای او نکرد و واکنشی نشان نداد. او از مردم خواست تا به دلیل برقراری حکومت نظامی در دوران همه‌گیری کرونا برای خریدهای ضروری خود حتی نان به خیابان‌ها بیایند اتفاقی که هیچگاه در طول دوران کرونا در ایران انجام نشد. او همچنین اظهار داشت که حکومت ایران به دلایل شرایط سیاسی کشور (برگزاری انتخابات مجلس و راهپیمایی ۲۲ بهمن) حاضر به اعلام کرونا نبوده و با نبستن فرودگاه‌ها و از طریق خطوط هوایی چین و ورود مسافران چینی به قم باعث انتشار ویروس کرونا بوده و این ویروس طبق برخی منابع از دهم بهمن ماه ۱۳۹۸ وارد ایران شده و از انتشار اخبار و اطلاع‌رسانی خود داری کرده‌اند در صورتی که به محض ورود این بیماری باید سراسر کشور تعطیل و به حالت قرنطینه درمی‌آمد. او هم چنین از اخلاف نظر شورای امنیت ملی و وزارت بهداشت، درمان و آموزش پزشکی بر سر اطلاع‌رسانی ویروس کرونا پرده برداشت و گفت: آیا درست است که می‌گویند شورای امنیت به وزارت بهداشت دستور داده‌است که فعلاً این خبر(شیوع ویروس کرونا در کشور) نباید منتشر شود تا پس از راهپیمایی ۲۲ بهمن و انتخابات مجلس چون ممکن است این خبر بر روی حضور مردم تأثیر داشته و اثر منفی بگذارد و سؤالی که در این روزها خیلی مطرح شده این است که اگر یک نفر کرونا گرفته و از بیماری خود بی اطلاع باشد و در راهپیمایی یا انتخابات شرکت کند آیا فاجعه ملی رخ خواهد داد یا نه یا باز هم مانند هواپیمای اوکراینی خطای انسانی صورت خواهد گرفت یا نه.

### بازداشت‌ها
شهریاری بارها توسط نیروهای امنیتی و وزارت اطلاعات بازداشت شده.
شهریاری که در ۲۷ فروردین ۱۳۹۹ به علت انتشار اخبار دربارهٔ کرونا بازداشت شده بود، پس از آزادی از زندان مبتلا به کرونا و مورخ ۱۸ اردیبهشت ۱۳۹۹ در بخش مراقبت‌های ویژه بستری شد.
محمود شهریاری به کشته شدن مهسا امینی در فضای مجازی واکنش نشان و حکومت و دستگاه امنیتی ایران را زیر سؤال برد و از آنها شدیداً انقاد کرد که در ۲۶ مهر ۱۴۰۱ توسط نیروهای وزارت اطلاعات بازداشت و به زندان اوین منتقل شد و پس از چند هفته آزاد شد.

## رادیو
مهم‌ترین فعالیت شهریاری در رادیو و در برنامه سلام صبح بخیر بوده که در اثنای پخش این برنامه (بین سال‌های ۱۳۶۱ تا ۱۳۶۸)، وی به عنوان گزارشگر این برنامه حضور داشت و نقش بسزایی در موفقیت آن سال‌های برنامه سلام صبح بخیر داشت. به گفته محمود شهریاری، وی بیشترین میزان گزارش مستقیم از جبهه‌های جنگ ایران و عراق را در آرشیو رادیو ایران دارد که برای برنامه سلام صبح بخیر تهیه نموده‌است.